# 大久川
大久川（おおひさがわ）は、福島県いわき市を流れる河川であり、二級水系大久川水系の本流である。

## 地理
いわき市北東部の大久地区、久之浜地区を流れる河川であり、地区北西部、双葉郡広野町境にほど近い屹兎屋山西麓の山間部を水源地とする。大久町大久にていくつかの支流を集め東西に貫き、久之浜市街地にて小久川と合流し太平洋に至る。下流側16.254㎞が二級河川として福島県により、上流側7.5kmが普通河川としていわき市により管理されている。1968年に川岸の地層からフタバスズキリュウの化石が発見されたことで知られ、2002年にはザ!鉄腕!DASH!!の企画でTOKIOのメンバーが当地にて化石の発掘を行った。

### 流域の自治体
福島県
- いわき市

## 支流
- 久作川
- 立石川
- 黒沢川
- 入間沢川
- 日渡川
  - 寺の作沢
- 沢小屋川
- 小久川
  - 小山田川
  - 柳沢川

## 災害
- 2019年10月25日、令和元年東日本台風による大雨の影響で氾濫が発生した。

## 主な橋梁
- 不動尊吊橋 - 一般市道140008号原滝ノ尻線
- 与平作橋 - 一般市道140011号与平作1号線
- 石田太郎橋 - 福島県道247号片倉末続停車場線
- 鶴房橋 - 福島県道35号いわき浪江線
- 入間澤橋 - 一般市道140030号木影山ノ神線
- 大久川橋 - 常磐自動車道
- 岩観音橋 - 福島県道246号折木筒木原久之浜線
- 地切橋 - 一般市道140040号中ノ内地切線
- 田仲橋 - 福島県道246号折木筒木原久之浜線
- 中里橋 - 一般市道140057号滝尻中里線
- 弥宜内橋 - 二級市道160017号南畑田脇線
- 新大久川橋 - 国道6号久之浜バイパス
- 大久川橋梁 - JR常磐線
- 大久川橋 - 福島県道395号四倉久之浜線
- 代ノ下橋 - 二級市道160020号賤北田線（陸前浜街道）
- 蔭磯橋 - 福島県道157号久之浜港線